# Oxyrhachis prolixa
Oxyrhachis prolixa är en insektsart som beskrevs av Capener 1972. Oxyrhachis prolixa ingår i släktet Oxyrhachis och familjen hornstritar. Inga underarter finns listade i Catalogue of Life.